# Vincenzo Moscuzza
Vincenzo Moscuzza (Siracusa, Sicília, 1827 - Nàpols, 1896) fou un compositor sicilià del Romanticisme.
Després d'haver fet seriosos estudis a Nàpols amb Saverio Mercadante, a l'edat de vint anys estrena la seva primera òpera, Stradella, en el teatre San Carlo de la capital de la Campània, que fou molt ben acollida pel públic.
A més se li deuen entre d'altres Eufemia, Don Carlo, Picarda Donati, González Davila, Quatro Rusttici i Francesca da Rimini (1877), totes estrenades amb força èxit.